# Didem Durmaz
Didem Durmaz est une ancienne joueuse de volley-ball turque née le 7 octobre 1991. Elle mesure 1,90 m et jouait au poste de centrale. 

## Clubs
| Club                | De        | À         |
| ------------------- | --------- | --------- |
| Eczacıbaşı İstanbul | 2008-2009 | 2009-2010 |
| Karşıyaka İzmir     | 2010-2011 | 2010-2011 |
| Eczacıbaşı İstanbul | 2011-2012 | 2011-2012 |
| Sarıyer Belediyesi  | 2012-2013 | 2012-2013 |
| Karşıyaka İzmir     | oct 2013  | déc 2013  |

## Palmarès
- Championnat de Turquie
  - Vainqueur : 2012.
- Supercoupe de Turquie
  - Vainqueur: 2012.